# 스칼렛 요한슨
스칼렛 잉그리드 요한슨(영어: Scarlett Ingrid Johansson 스칼릿 잉그리드 조핸슨[*], 영어 발음: /ˈskɑɹlɪt dʒoʊˈhænsən/, 1984년 11월 22일~)은 미국의 배우, 가수이다. 요한슨은 1994년 "노스"를 통해 영화 데뷔를 했고, 1996년 "매니와 로"로 인디펜던트 스피릿 어워드 여우주연상 후보에 올랐다. 이후 "호스 위스퍼러" (1998), "판타스틱 소녀 백서" (2001)에 출연하며 아역 연기자로 연기 경력을 쌓았다. 이후 "진주 귀걸이를 한 소녀" (2003), 소피아 코폴라의 "사랑도 통역이 되나요?"(2003)에 출연하며 성인 연기자로 발돋음 했고, 영국 아카데미상(BAFTA)에서 최우수 여우주연상을 수상했다. 그뿐만 아니라 두 영화를 통해 골든 글로브상에 후보로 올랐다.
2004년에는 "러브 송 포 바비"에 주연으로 출연해 세 번째로 골든 글로브상 최우수 여우주연상 후보로 지명되었다. 2005년에는 우디 앨런 감독의 영화 "매치 포인트" (2005)에 출연해 골든 글로브상에서 또 다른 상인 최우수 여우조연상을 수상했다. 이외에도 앨런의 영화인 "스쿠프" (2006), "내 남자의 아내도 좋아" (2008)에 출연했다. 요한슨은 크리스토퍼 놀런 감독의 "프레스티지" (2006)과 같은 흥행작에도 출연했다. 마블 시네마틱 유니버스 작품군에서 블랙 위도우 역을 맡았다.
2010년 브로드웨이 연극에 데뷔했는데, "다리에서 바라본 풍경"에 출연해 연기력을 인정받아 토니상에서 연극 부문 여우조연상을 수상했다. 2008년 5월 30일 자신의 첫 앨범 "Anywhere I Lay My Head"을 발매하며 가수로서 데뷔했는데, 이 앨범은 대부분 톰 웨이츠의 노래들을 커버한 노래로 이루어졌다. 2009년 9월에는 피트 욘과 함께 두 번째 앨범 "Break Up"을 발매했다.

## 어린 시절
요한슨은 1984년 11월 22일 미국 뉴욕주 뉴욕 시에서 태어났다. 그녀의 아버지 카르스텐 요한슨은 코펜하겐에서 태어난 덴마크인으로, 건축가 일을 했다. 요한슨의 친할아버지 에이네르 요한슨은 극작가이자 감독으로 일했다. 요한슨의 어머니 멜러니 슬로언은 브롱크스에서 태어난 아슈케나짐 유대인으로, 프로듀서로 일했다. 그녀의 형제로는 여배우인 언니 버네사, 오빠 에이드리언과 이란성 쌍둥이 남동생 헌터가 있고, 그녀의 아버지의 재혼으로 이복 남동생 크리스천이 있다.
요한슨의 가정은 "돈이 거의 없는" 생활을 했고, 어머니는 "영화 광"이었다. 요한슨과 형제는 그리니치 빌리지에 있는 초등학교에 다녔다. 요한슨은 초등학교를 졸업한 이후, 2002년 맨해튼에 있는 프로페셔널 칠드런스 스쿨에 다니며 연기 교육을 시작했다.

## 연기 경력

### 초기 경력
엄마가 오디션 권유를 통해 어린 시절부터 연기 경력을 시작했다. 1994년 판타지 코미디 영화 "노스"에서 존 리터의 딸 역할로 출연하면서 9살에 영화 데뷔를 했다. 1995년 영화 "함정", 1996년 영화 "친구와 애인 사이"와 "매니 & 로"에서 조연으로 출연했다. "매니 & 로"로 인디펜던트 스피릿 어워즈 여우주연상 후보로 지명되었고, "이 영화는 스칼렛 요한슨의 매력으로 더 호감을 갖게되는 영화이다"며 긍정적인 평가를 받았다. 반면 "샌프란시스코 크로니클"의 평론가 믹 라살은 "온화한 아우라"가 느껴진다고 했고, "사춘기동안 그 누구의 영향을 받지 않는다면 요한슨은 영향력이 큰 여배우가 될 것이다"라고 말했다.
이후 1997년 "폴"과 "나 홀로 집에 3"에서 조연으로 출연했다. 1998년에는 로버트 레드퍼드 감독의 "호스 위스퍼러"에 출연하면서 대중들에게 얼굴을 알렸다. 이 영화로 시카고 비평가 협회상 신인 여자배우상 후보에 올랐다. 1999년에는 "베이브는 외출 중"에 출연했으며 2001년에는 코언 형제의 네오누아르 영화 "그 남자는 거기 없었다"에 출연했다. 또한 1999년 맨디 무어의 노래 'Candy' 뮤직 비디오에 출연했다. 이렇게 여러 영화에 출연했으나, 흥행에는 실패했다. 하지만 2001년 "판타스틱 소녀 백서"에서의 연기는 평론가들로부터 극찬을 받았다. 한 평론가는 "요한슨의 나이대에서 이런 감수성과 재능은 있을 수 없다"고 평했다. 이 영화로 토론토 영화 비평가 협회상 여우조연상을 수상했고, 온라인 영화 비평가 협회상 여우조연상 후보에 올랐다. 2002년에는 "프릭스"에 출연했다.

### 2005년~2007년

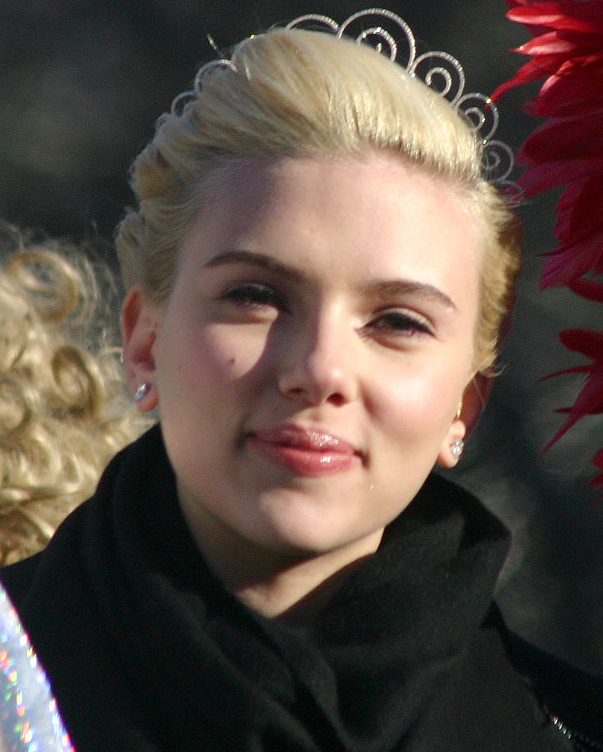
2007년 스칼렛 요한슨.

2005년 7월 요한슨은 그녀 이름을 알리기 시작한 SF영화 "아일랜드"에서 1인 2역의 조던 2-델타/새라 역을 맡았다. 흥행 기록은 국가별로 달랐으며 미국에서 매우 저조한 흥행 성적을 보였고, 정치적인 성향때문에 비판을 받기도 하였다. 그 뒤 우디 앨런의 드라마 인 "매치 포인트"에 출연하였으며 좋은 평가를 받았다. 이후 네 번째로 골든 글로브상 후보에 올랐으며, 시카고 영화평론가협회상에도 후보에 올랐다.
이후 2006년 영화 "스쿠프"에서 휴 잭맨과 우디 앨런과 함께 호흡을 맞췄다. 이 영화는 전 세계적으로 보통 정도 성공을 거두었으며, 비판 받기도 하였다. 다음 크리스토퍼 놀란이 감독을 맡은 스릴러 영화 "프레스티지"에 "올리비아 웬스콤브" 역으로 출연하였고 휴 잭맨, 크리스찬 베일과 다시 한번 호흡을 맞췄다. 이번 영화는 한편으로 비판 받았지만, 전 세계적으로 흥행하였다. 2007년에"내니 다이어리"에서 로라 리니와 함께 출연하였지만 크게 성공하지 못하였다.

### 2008년~현재

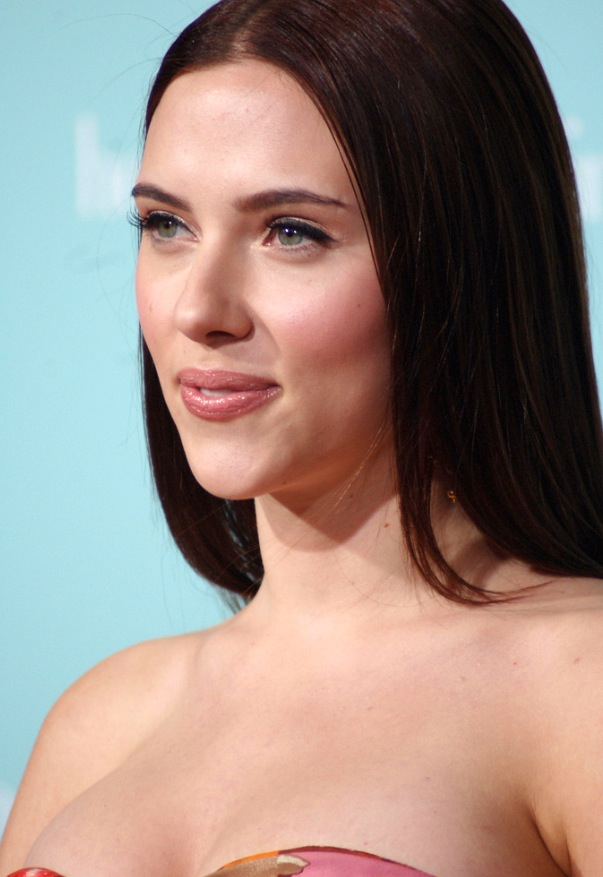
2009년 "그는 당신에게 반하지 않았다" 시사회 중의 스칼렛 요한슨.

2008년 요한슨은 나탈리 포트만, 에릭 바나와 함께 주연으로 "천일의 스캔들"에 출연했고, 혼합된 평을 받았다. 2009년 3월, 본래 "아이언 맨2"의 블랙 위도우 역은 에밀리 블런트가 맡을 예정이였지만, 요한슨에게 기회가 주어져 블랙 위도우 역을 연기했다. 요한슨은 이 영화를 통해 처음으로 액션 연기를 펼쳤고, 머리도 붉은색으로 물들였으며, "누구라도 이 복장을 입으면 이 배역을 심각하게 받아들이지 않을 수가 없다"고 말했다. 영화는 2010년 4월 개봉되었다.
요한슨은 2012년 4월 11일 개봉한 "어벤져스"에 블랙 위도우 역으로 출연했다. 같은 해 5월 2일에는 6931 Hollywood Blvd.에 2470번째 스타로 할리우드 명예의 거리에 입성했다.

### 연극 활동
요한슨은 2009년에 브로드웨이 연극무대에서 공연 된 "다리에서 본 조망"으로 연극 진출을 했다. 그녀의 연기는 비평가들에 찬사를 받아 2010년 토니상 연극부문 여우주연상을 수상했다.

## 음악 경력
2007년 8월, 요한슨은 저스틴 팀버레이크의 'What Goes Around.../...Comes Around' 뮤직 비디오에 여자 주인공으로 출연해 2007 MTV 비디오 뮤직 어워드 올해의 비디오상 후보로 오르기도 했다.
2007년 중반 루이지애나주의 시골 도시 모리스 독사이드 스튜디오에서 한 달간 지내며 자신의 첫 앨범 녹음을 진행했다. 2008년 5월 20일 드디어 첫 앨범 "Anywhere I Lay My Head"가 발매된다. 앨범은 여러 가지 평균적인 평가를 받았다. 빌보드 히트시커스 탑 차트에선 1위까지 올라갔었고, 빌보드 200에서는 126위에 그쳤었다. 스칼렛은 이 앨범에 대해 "나는 절호의 기회가 생겨 앨범을 만들게 되었고, 난 작곡가나 작사가가 아니기 때문에 평범한 앨범이라고 생각한다"라며 밝히기도 했다.
2009년 요한슨은 영화 "그는 당신에게 반하지 않았다"의 사운드 트랙을 위해 제프 버클리의 노래 'Last Goodbye'를 부르기도 했었다. 2009년 5월 15일에는 피터 욘과 함께 한 앨범 "Break Up"을 발매했다.

## 이미지
요한슨은 여러 미디어의 세계에서 가장 섹시한 여성 목록에 자주 포함된다. 채널 4는 "유일무이한 섹스 심벌"이라고 말하기도 했으며, 2006년 3월 배우 키이라 나이틀리, 모델 톰 포드와 함께 "배너티 페어" 누드로 표지를 장식해 화제가 되었다. "맥심"에서 선정한 2006년 핫 100 이슈 순위 중 6위에 올랐고, 2007년에는 3위, 2008년에는 2위, 2009년에는 34위, 2010년에는 4위, 2011년에는 14위, 2012년에는 17위, 2013년에는 15위에 선정되었다. 2006년 11월 요한슨은 "에스콰이어"의 "실존하는 가장 섹시한 여성"으로 선정되었다. 2007년 2월 "플레이보이"의 "올해의 가장 섹시한 유명 인사"로도 선정되었다. "FHM"의 가장 섹시한 여성 100인 순위에서 2005년 이후 매년 오르고 있다. 영화 "매치 포인트" 촬영 당시 감독 우디 앨런은 요한슨에게 "성적인 매력이 압도적인 분위기를 가진 이 아름답고 젊은 여성은 당신보다도 재치있다"는 것을 찾을 수 있다고 하며, "성적인 매력이 압도적이다"라고 말했다. 2010년 "GQ"의 올해의 베이브로 선정되었다. 2011년 "맨즈 헬스"의 "역사상 가장 뜨거운 여성 100인" 중 한 명으로 선정되었는데, 12위에 올랐다.

## 사생활
2001년부터 2002년까지 요한슨은 프로페셔널 칠드런스 스쿨을 다니며, 밴드 펀의 기타리스트로 활동하던 반친구 잭 안토노프와 데이트했다. 이후 그녀는 영화 "블랙 달리아"에서 공연한 배우 조쉬 하트넷과 2006년 말까지 2년간 데이트를 하였지만, 서로 바쁜 일정때문에 결국 헤어졌다.
요한슨은 캐나다 배우 라이언 레이놀즈와 2007년부터 데이트를 했고, 2008년 5월 약혼을 하였다. 2008년 9월 27일 두 사람은 브리티시컬럼비아주, 토피노 인근에서 결혼식을 올렸다. 그들은 로스 앤젤레스 인근의 주택을 구입했다. 하지만 2010년 12월 14일 두 사람은 그들이 결별한다고 발표하였다. 2011년 7월 1일 이혼 소송을 마무리 되었다.
그녀는 레이놀즈와 결별한 후, 2011년 7월부터 배우 숀 펜과 짧은 기간 데이트를 하였고, 그 후 요한슨은  광고 책임자 네이트 네일러와 1년 반 동안 연인 관계였다. 그들은 2012년 10월 결별했다.
2012년 11월, 요한슨은 프랑스의 인디 광고 에이전시 대표 로맹 도리아크와 데이트하였다. 2013년 9월, 요한슨은 도리아크와 약혼을 발표하였다. 2014년, 요한슨과 도리아크는 뉴욕과 파리를 오가며 생활하기 시작했다. 그녀의 대리인은 2014년 9월 4일 그들이 첫 딸 로즈 도로시 로리악을 출산했다고 발표하였다. 요한슨과 도리아크는 2014년 10월 1일 몬태나주 필립스버그에서 결혼식을 올렸다. 2017년 1월, 요한슨과 도리악은 지난 2016년 여름부터 두 사람이 별거 중임을 알리며 이혼을 발표하였다. 요한슨은 2017년 3월 7일 공식적으로 이혼 소송을 제기했다.

## 출연 작품

### 영화
| 연도 | 제목                                                         | 역할                          | 비고            |
| ---- | ------------------------------------------------------------ | ----------------------------- | --------------- |
| 1994 | 노스 North                                                   | 롤라 넬슨                     |                 |
| 1995 | 함정 Just Cause                                              | 케이트 암스트롱               |                 |
| 1996 | 친구와 애인 사이 If Lucy Fell                                | 에밀리                        |                 |
| 1996 | 매니 & 로 Manny & Lo                                         | 어맨다                        |                 |
| 1997 | 폴 Fall                                                      | 어린 소녀                     |                 |
| 1997 | 나 홀로 집에 3 Home Alone 3                                  | 몰리 프루트                   |                 |
| 1998 | 호스 위스퍼러 The Horse Whisperer                            | 그레이스 맥린                 |                 |
| 1999 | 베이브는 외출 중 My Brother the Pig                          | 케이시 콜드웰                 |                 |
| 2001 | 그 남자는 거기 없었다 The Man Who Wasn't There               | 레이첼 "버디" 애번다스        |                 |
| 2001 | 판타스틱 소녀 백서 Ghost World                               | 레베카                        |                 |
| 2001 | 아메리칸 랩소디 An American Rhapsody                         | 수지/수잔느 산도르 (at 15)    |                 |
| 2002 | 프릭스 Eight Legged Freaks                                   | 애슐리 파커                   |                 |
| 2003 | 사랑도 통역이 되나요? Lost in Translation                    | 샬롯                          |                 |
| 2003 | 진주 귀걸이를 한 소녀 Girl with a Pearl Earring              | 그리스                        |                 |
| 2004 | 퍼펙트 스코어 The Perfect Score                              | 프란체스카 커티스             |                 |
| 2004 | 러브 송 포 바비 롱 A Love Song for Bobby Long                | 퍼시 윌                       |                 |
| 2004 | 굿 우먼 A Good Woman                                         | 메그 윈드미어                 |                 |
| 2004 | 보글보글 스폰지 밥 The SpongeBob SquarePants Movie           | 민디 (더빙)                   | 애니메이션 영화 |
| 2004 | 인 굿 컴퍼니 In Good Company                                 | 알렉스 포먼                   |                 |
| 2005 | 매치 포인트 Match Point                                      | 놀라 리스                     |                 |
| 2005 | 아일랜드 The Island                                          | 조던 2-델타 / 세라 조던       |                 |
| 2006 | 스쿠프 Scoop                                                 | 샌드라 프랜스키               |                 |
| 2006 | 블랙 달리아 The Black Dahlia                                 | 캐서린 "케이" 레이크          |                 |
| 2006 | 프레스티지 The Prestige                                      | 올리비아 웬즈컴               |                 |
| 2007 | 내니 다이어리 The Nanny Diaries                              | 애니 브래덕                   |                 |
| 2008 | 천일의 스캔들 The Other Boleyn Girl                          | 메리 불린                     |                 |
| 2008 | 내 남자의 아내도 좋아 Vicky Cristina Barcelona               | 크리스티나                    |                 |
| 2008 | 스피릿 The Spirit                                            | 실큰 플로스                   |                 |
| 2009 | 그는 당신에게 반하지 않았다 He's Just Not That Into You      | 애너 마크                     |                 |
| 2010 | 아이언맨 2 Iron Man 2                                        | 나타샤 로마노바 / 블랙 위도우 |                 |
| 2011 | 우리는 동물원을 샀다 We Bought a Zoo                         | 켈리 포스터                   |                 |
| 2012 | 어벤져스 The Avengers                                        | 나타샤 로마노바 / 블랙 위도우 |                 |
| 2012 | 히치콕 Hitchcock                                             | 재닛 리                       |                 |
| 2013 | 돈 존 Don Jon                                                | 바버라 슈거먼                 |                 |
| 2013 | 그녀 Her                                                     | 사만다                        | 목소리          |
| 2013 | 언더 더 스킨 Under the Skin                                  | 로라                          |                 |
| 2014 | 캡틴 아메리카: 윈터 솔져 Captain America: The Winter Soldier | 나타샤 로마노바 / 블랙 위도우 |                 |
| 2014 | 아메리칸 셰프 Chef                                           | 몰리                          |                 |
| 2014 | 루시 Lucy                                                    | 루시                          |                 |
| 2014 | 딥 다운                                                      | 목소리 출연                   | 단편영화        |
| 2015 | 어벤져스: 에이지 오브 울트론 Avengers: Age of Ultron         | 나타샤 로마노바 / 블랙 위도우 |                 |
| 2016 | 헤일, 시저! Hail, Caesar!                                    | 디애나 모란                   |                 |
| 2016 | 정글북 The Jungle Book                                       | 카아 (목소리 출연)            |                 |
| 2016 | 캡틴 아메리카: 시빌 워 Captain America: Civil War            | 나타샤 로마노바 / 블랙 위도우 |                 |
| 2016 | 씽 Sing                                                      | 애쉬 (더빙)                   | 애니메이션 영화 |
| 2017 | 공각기동대: 고스트 인 더 쉘 Ghost in the Shell               | 소령                          |                 |
| 2017 | 록 댓 바디 Rough Night                                       | 제스                          |                 |
| 2018 | 어벤져스: 인피니티 워 Avengers: Infinity War                 | 나타샤 로마노바 / 블랙 위도우 |                 |
| 2018 | 개들의 섬 Isle of Dogs                                       | 넛메그                        | 애니메이션      |
| 2019 | 어벤져스: 엔드게임 Avengers: Endgame                         | 나타샤 로마노바 / 블랙 위도우 |                 |
| 2019 | 조조 래빗 Jojo Rabbit                                        | 로지 베츨러                   |                 |
| 2019 | 결혼 이야기 Marriage Story                                   | 니콜 바버                     |                 |
| 2021 | 블랙 위도우 Black Widow                                      | 나타샤 로마노바 / 블랙 위도우 |                 |
| 2021 | 씽2게더 Sing 2                                               | 애쉬                          | 애니메이션      |
| 2023 | 애스터로이드 시티 Asteroid City                              | 미지 캠벨 / 머세이디스 포드   |                 |
| 2023 | 노스 스타 North Star                                         | 캐서린                        |                 |
| 2024 | 플라이 미 투 더 문 Fly Me to the Moon                        | 켈리 존스                     |                 |
| 2024 | 트랜스포머 ONE Transformers One                              | 엘리타-1                      | 애니메이션      |
| 2025 | 페니키안 스킴 The Phoenician Scheme                          | 힐다 사촌                     |                 |
| 2025 | 쥬라기 월드: 새로운 시작 Jurassic World Rebirth              | 조라 베넷                     |                 |

### 텔레비전
| 연도                            | 제목                                       | 역할                      | 비고                                    |
| ------------------------------- | ------------------------------------------ | ------------------------- | --------------------------------------- |
| 1995                            | 의뢰인 The Client                          | 제나 할리웰               | 에피소드: "파일럿"                      |
| 2001                            | 아나토미 오프 씬 Anatomy of a Scene        | 자신                      | 에피소드: "Girl with the Pearl Earring" |
| 2004                            | 안투라지 Entourage                         | 자신                      | 에피소드: "New York"                    |
| 2005, 2006 2008                 | 로봇 치킨 Robot Chicken                    | 여러 역 목소리            | 6 에피소드                              |
| 2006, 2007 2010, 2015 2017,2019 | 새터데이 나이트 라이브 Saturday Night Live | 자신 / 호스트 / 여러 역할 | 5 에피소드                              |
| 2014                            | 힛레코드 온 티비 HitRecord on TV           | 올리비아                  | 에피소드: "Re: Games"                   |

### 연극
| 연도 | 제목                                               | 역할   | 공연 장소          |
| ---- | -------------------------------------------------- | ------ | ------------------ |
| 2010 | 다리에서 보이는 풍경 A View from the Bridge        | 캐서린 | 코트 극장          |
| 2012 | 뜨거운 양철 지붕 위의 고양이 Cat on a Hot Tin Roof | 마거릿 | 리처드 로저스 극장 |